# زمین‌لرزه ۱۸۹۵ چارلستون
زمین‌لرزه ۱۸۹۵ چارلستون که به نام زمین‌لرزه هالووین نیز شناخته می‌شود، در ۳۱ اکتبر ۱۸۹۵ و ساعت ۰۵:۰۷ به وقت منطقه زمانی مرکزی در نزدیکی چارلستون، میزوری روی داد. بزرگی این زمین‌لرزه در مقیاس بزرگی گشتاوری حدود ۵٫۸ تا ۶٫۶ و شدت آن در مقیاس شدت مرکالی اصلاح‌شده VIII (شدید) برآورد شده‌است. این زمین لرزه خسارات مالی قابل توجهی در ایالت‌های میزوری، ایلینوی، اوهایو، آلاباما، آیووا، کنتاکی، ایندیانا و تنسی به بار آورد. لرزش ناشی از این زمین‌لرزه گسترده بود و در ۲۳ ایالت و حتی در کانادا احساس شد و بر اثر آن حداقل دو نفر کشته و هفت نفر زخمی شدند.